# Flashes Before Your Eyes
Flashes Before Your Eyes (titulado Ráfagas ante tus ojos en España y Tu vida ante tus ojos en Latinoamérica) es el octavo capítulo de la tercera temporada de la serie Lost. Trata de la habilidad de previsión de futuro del escocés Desmond. 

## Trama

### En la isla
Desmond (Henry Ian Cusick) está caminando por la playa cuando de repente aparecen Hurley (Jorge Garcia) y Charlie (Dominic Monaghan) saqueando la tienda de Sawyer porque, según ellos, todos necesitan comida, medicinas... y luego se quedan viendo unas revistas eróticas. Desmond les pide que le acompañen y se internan los tres en la jungla, donde ven a Sayid (Naveen Andrews) y Locke (Terry O'Quinn). Estos les cuentan que Eko ha muerto y que lo enterraron el día anterior. Charlie pregunta cómo murió, pero Locke solo puede contestarle que "la isla lo mató". Charlie no entiende esa respuesta y mientras Locke les dice que deben contar a los demás una versión que no les preocupe, Desmond empieza a tener un presentimiento, del que se percata Hurley. Locke dice que sin el médico, la gente de la playa tiene muchas preocupaciones como para prestar atención a lo que hay en la jungla (el monstruo). Entonces Desmond sale corriendo de repente hacia la playa y los otros cuatro lo siguen. Desmond se mete en el mar. Locke ve que hay alguien en el mar. Sun (Yunjin Kim) llega con Aaron en brazos y entonces Charlie se da cuenta de que la que falta es Claire (Emilie de Ravin) y sale corriendo hacia el mar. Desmond la trae de vuelta inconsciente. Charlie intenta ayudarle pero dado su estado de pánico lo que hace es estorbar. Desmond le hace el boca a boca a Claire y consigue reanimarla. Apartando a Charlie la lleva a su tienda. Este le pregunta a voces por qué sabía que ella se estaba ahogando, pero Desmond no contesta. Hurley le dice a Charlie que Desmond ve puede ver el futuro.
Más tarde tenemos a Desmond sentado en la arena viendo con añoranza una foto de él y Pennelope, cuando llega Claire, le da las gracias por salvarla y le explica que va todos los días a nadar pero ese día la corriente la arrastró. En eso llega Charlie con Aaron, quejándose de que el niño tiene hambre. En realidad se muere de celos de ver a Claire con Desmond. Charlie quiere descubrir lo que le pasó a Desmond y se pregunta que si en realidad predice el futuro no habría acabado en la isla. Entonces decide emborracharlo con una botella de whisky para que les cuente qué le pasó. Hurley le dice a Charlie que quizás Desmond sepa lo que Charlie planea. Hurley y Charlie van a la playa al atardecer y encuentran a Desmond preparando unos palos y piedras para hacer una fogata. Charlie le ofrece la botella como señal de paz pero Desmond se muestra reacio a beber hasta que ve la marca del whisky, una MacCucheon, entonces se echa a reír, porque recuerda que esa botella había usado Withmore para menospreciarle y decide aceptar beber con ellos, pero sin vaso. Ya es de noche y están los tres borrachos y cantando al calor del fuego. Cuando dejan de cantar Charlie le pregunta a Desmond cómo sabía que Claire se estaba ahogando. Responde que la oyó pedir ayuda. Hurley dice que estaban a más de un kilómetro. Le preguntan si también oyó el rayo que iba a caer en la tienda de Claire y Charlie. Entonces Desmond se levanta y se va. Pero vuelve y embiste a Charlie cuando este le llama cobarde. Desmond le dice mientras le estrangula que no pregunte lo que le pasó después de que girara la llave en la escotilla.

### Flashback
Vemos un pequeño resumen cuando Desmond se mete en el subsuelo de la escotilla después de decirle a Locke "Nos vemos en otra vida". Desmond gira la llave y se ven unos pequeños flashes de su vida. Justo después se observa su ojo en primer plano. Está tumbado sobre el piso con manchas rojas en el traje, pero es sólo pintura. Se cayó mientras pintaba una pared. Su novia, Penny (Sonya Walger), le ayuda a levantarse. Él está muy confundido. Descubre con sorpresa que está en su apartamento. Otro día Desmond se arregla frente al espejo, en ese momento mira el reloj que marca la 1:08 (recordando los 108 minutos entre cada introducción de los números). No logra ponerse la corbata pero Penny le ayuda. Se está arreglando para tener una entrevista con el padre de Penny, el cual le puede ofrecer un trabajo con el que Desmond quiere ganarse el respeto de su futuro suegro. Ella le dice que si no lo consigue no se acaba el mundo y Desmond se queda asombrado con esa expresión, pero le dura poco la sensación ya que el microondas empieza a sonar pero con el sonido que hace el contador de la escotilla avisando que quedan menos de 4 minutos hasta el final de la cuenta atrás. Penny saca un café ante la conmoción de Desmond. El dice que tuvo un déjà vu. En la recepción del edificio Widmore escucha cómo un mensajero entrega "Un paquete para el 815" (que le hace recordar el segundo  y tercer número que ingresaba). Ya en el despacho del Sr. Widmore (Alan Dale), mientras éste revisa el currículum de Desmond, este observa un cuadro en el que sale un oso polar y un Buda boca abajo. El Sr. Widmore no parece muy satisfecho con la trayectoria de Desmond. El magnate le dice que su fundación patrocina una carrera en barco alrededor del mundo y varios flashes vuelven ante Desmond. Al final el sr. Widmore decide darle un trabajo en su empresa, pero Desmond le comenta que él está ahí para pedirle la mano de su hija Penelope. El Sr. Widmore lo compara con el whisky y lo degrada como persona diciéndole que nunca será un gran hombre, dejándole claro que no es hombre para su hija. Desmond sale asqueado y en la calle se encuentra con Charlie que está tocando una canción de Oasis ("Wonderwall") mientras pide dinero. Cuando termina la canción, Charlie se acerca y le pregunta de dónde lo conoce. Entonces recuerda que se llama Charlie al tener otro pequeño flash cuando la alarma sonaba en la escotilla. Desmond le dice que Charlie estaba en la escotilla, con un ordenador, un botón, !en una isla! Charlie dice que si, que están en Inglaterra. Pero Desmond dice que recuerda haber vivido ese momento, ese día, recuerda la regata y que empezaría a llover. En ese momento empieza a llover.
Luego Desmond va en busca de su amigo Donovan (Shishir Kurup) y le pregunta sobre los viajes en el tiempo. Se van a un bar y le vuelve a preguntar si físicamente es posible que esté viviendo de nuevo su vida. Donovan le dice que se acaba de inventar un futuro en el que salva al mundo porque viene de escuchar del padre de su novia que nunca será un gran hombre. Pero Desmond afirma que recuerda cosas, trocitos de recuerdos. En ese momento la máquina de discos pone la canción de Mama Cass Elliot Make Your own Kind of Music, con la que empezaba el primer capítulo de la Segunda Temporada. Dice recordar que en el partido de fútbol que ven por la TV un equipo marca en el último minuto y después entra un tal Jimmy Lennon a pegarle al camarero con un bate de cricket porque le debe dinero. El amigo se queda expectante pero no es eso lo que pasa finalmente. Desmond queda desconcertado y Donovan le recomienda dejar de hacer el tonto y casarse con Penny. Desmond vuelve a casa y encuentra a Penny en la cama. Ella le pregunta por la entrevista con su padre y Desmond contesta que estuvo encantador pero que no estaba cualificado, cosa que no cree Penny. Ella propone salir a cenar al día siguiente.
Otro día, Desmond está en una joyería buscando un anillo para regalarle a Penny. La señora (Fionnula Flanagan) le propone uno, que Desmond acepta. Entonces la dama le dice que lo devuelva e insiste mucho. Desmond se desconcierta de nuevo. La señora le dice que no puede comprar el anillo ni casarse con Penny porque debe ir a la Isla a pulsar el botón durante tres años porque si no lo hace, todos mueren. Salen a la calle a comer castañas asadas y la señora le señala un hombre con zapatillas rojas que pocos segundos después muere aplastado por ladrillos de una obra cercana. Entonces Desmond descubre que la señora sabía que iba a morir. Ella le explica que no podía haberlo evitado ya que hubiera pasado al día siguiente o al otro. El universo tiene sus mecanismos de corregir su curso. De ese modo, él no tiene como escapar a la Isla. El la desafía pero ella le dice que pulsar ese botón será lo único grande que hará en su vida. Un rato después, Desmond y Penny tienen una cita. Paseando se toman una foto, la foto que Desmond tiene junto a Penny y que no para de mirar en la isla. Al contemplar la foto, Desmond se da cuenta de que no puede escapar al hecho de acabar en la Isla, y lo comunica a Penny. No puede casarse con ella porque piensa que no es nadie. A Penny se le rompe el corazón y se va tras llamarle cobarde. Coge el anillo y lo tira al río.
Desmond vuelve al bar. En la estantería ve el whisky que no quiso ofrecerle el padre de Penny, pero se pide una cerveza. Le cuenta al camarero que acaba de cometer el mayor error de su vida, y que está seguro de haberlo cometido antes. Se pone a beber su cerveza cuando vuelve a sonar la canción Make Your Own Kind Of Music, en la TV hay un partido de fútbol donde uno de los equipos marca en el último minuto (un Barça-Madrid de los 90 con gol de Bakero). Se da cuenta de que antes se equivocó de noche. Entonces entra un tal Jimmy Lennon a pegarle al camarero con un bate de cricket porque le debe dinero pero... el golpe de bate se lo lleva Desmond en la cara...
De repente Desmond se encuentra tirado en la jungla, desnudo, después de haber girado la llave y de que la escotilla explotara. Sale corriendo y encuentra su bici estática, la foto que se hizo con Penny... y un cráter que suponemos es de la escotilla (aunque no queda muy claro). Desmond pide a la foto con Penny que le deje volver otra vez para hacerlo bien esta vez... se ve a Desmond en un flash junto a Clarie después de salvarla del mar, luego a Charlie después de que el rayo cayera sobre el palo de golf que instaló Desmond junto a la tienda donde duerme Clarie y Aaron... mientras volvemos a la conversación que tuvieron los tres en la playa mientras bebían whisky y Charlie le preguntaba cómo supo que el rayo caería... cuando Desmond evita responder a Charlie, se va y vuelve para enbestirlo tras llamarlo cobarde... intenta estrangularlo mientras le dice que no pregunte, que no quiere saber, que no puede cambiar nada... Charlie coge a Desmond y lo lleva a su tienda como puede porque los dos van muy borrachos. Se disculpan uno por llamar cobarde y otro por intentar estrangular. Charlie le pregunta una vez más a Desmond qué es lo que le pasó. Le cuenta que cuando giró la llave, ante sus ojos pasaron flashes de su vida, y que después estaba desnudo en la jungla. Y que después continuaron esos flashes. Charlie le pregunta si esa mañana él vio a Clarie ahogándose y que por eso pudo salvarla. Entonces Desmond le contesta que no era Clarie a la que vio ahogándose. A quien salvaba era a Charlie. Y el día que cayó el rayo, Desmond vio que caía sobre Charlie también. Desmond le avisa que ha logrado salvarlo ya dos veces, pero que el universo tiene sus formas de corregir su curso y él no podrá salvarlo siempre. Le dice: "No importa lo que hagas. Vas a morir Charlie".